# آزات شیشیان
آزات شیشیان (ارمنی: Ազատ Շիշյան؛  زادهٔ ۲۴ آوریل ۱۹۱۲ - درگذشته ۷ دسامبر ۱۹۸۸) آهنگساز اهل ارمنستان بود.

## زندگی‌نامه
وی در ۲۴ آوریل ۱۹۱۲ در بایبورد به دنیا آمد و از کنسرواتوار دولتی کومیتاس ایروان فارغ‌التحصیل گشت. وی در آموزشگاه موسیقی گیومری فعالیت می‌کرد. همچنین برندهٔ جوایزی همچون آموزگار شایسته ارمنستان شوروی شده است. وی در ۷ دسامبر ۱۹۸۸ در سن ۷۶ سالگی به همراه همسرش آراکسیا مکینیان در زمین‌لرزه ۱۹۸۸ ارمنستان در لنیناکان کشته شدند.

## یادداشت
1. ↑  Արաքսյա Մեքինյան